# Galaxy (Oliver Onions)
Galaxy è un singolo discografico degli Oliver Onions, pubblicato nel 1982.

## Descrizione
Il brano era la sigla dell'anime Galaxy Express 999, scritto da Cesare De Natale, su musica e arrangiamento di Guido De Angelis e Maurizio De Angelis che sono anche interpreti. Sul lato B è incisa la versione strumentale.
La stessa base è stata utilizzata per la canzone Fantasy, registrata nel 1981 come colonna sonora del film Bomber previsto in uscita per il 1982. Maurizio de Angelis ha dichiarato in un'intervista che al regista di Bomber piacque la sigla di Galaxy Express 999 e desiderava inserirla nel film. I fratelli de Angelis acconsentirono al desiderio del regista, riutilizzando la stessa base musicale per Fantasy modificandone solo il testo, per renderlo più aderente al film.
La stessa base è sata utilizzata anche per la canzone spagnola Mi amigo Pom (1982), incisa sull'album "D'Artacan y los tres Mosqueperros".
Nel 2015 il gruppo Odyssea ne ha realizzato una versione hard rock cantata in inglese, pubblicata per l'etichetta "Diamonds Prod".
Entrambe le sigle sono state inserite all'interno della compilation "TiVulandia successi n. 2" e in altre raccolte.

## Tracce
Lato A
- Galaxy - (Cesare De Natale-Guido De Angelis-Maurizio De Angelis)

Lato B
- Galaxy (strumentale) - (Cesare De Natale-Guido De Angelis-Maurizio De Angelis)